# Pipers Island
Pipers Island oder auch Piper’s Island ist eine Insel in der Themse flussaufwärts des Caversham Lock. Die Insel liegt nahe dem Zentrum von Reading an der Caversham Bridge.
Pipers Island wird ganz von einem Pub und Restaurant mit dem Namen The Island sowie von einem Bootsanleger für einen angeschlossenen Bootsverleih und Flusschifffahrtsbetrieb eingenommen. Pipers Island kann nur zu Fuß über eine kurze Verbindungsbrücke von der Mitte der Caversham Bridge erreicht werden.